# Erwin Ratz
Erwin Ratz (* 22. Dezember 1898 in Graz; † 12. Dezember 1973 in Wien) war ein österreichischer Musiktheoretiker und Musikwissenschaftler.

## Leben
Erwin Ratz studierte 1918  bis 1922 bei Guido Adler am Institut für Musikwissenschaft der Universität Wien. Von 1917 bis 1920 besuchte er bei Arnold Schönberg das Seminar für Komposition. Zu Schönbergs Schülerkreis gehörten neben anderen die Pianistin Olga Novakovic und Hanns Eisler, mit denen Ratz befreundet war.
Für Ratz war Schönberg die zentrale Persönlichkeit seiner Jugend. Der Unterricht bei ihm gehörte zu den entscheidenden Grundlagen von Ratz’ Denken. Um das Schaffen Schönbergs einer breiten Öffentlichkeit vorzustellen, organisierte er 1918 „zehn öffentliche Proben zu Schönbergs Kammersinfonie“, eine Veranstaltungsreihe, aus der im November 1918 der „Verein für musikalische Privataufführungen“ hervorging.

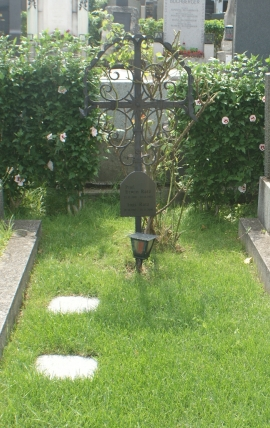
Grabstätte von Erwin Ratz

Finanzielle Probleme veranlassten Ratz, 1921 eine Stelle als Sekretär am Bauhaus in Weimar anzunehmen. Für »Ratz war diese Zeit intensivsten künstlerischen Lebens äußerst prägend. Die Vielzahl und Reichhaltigkeit der Eindrücke und die lebensumfassende Kunsthaltung am Bauhaus, die auch ein Interesse an den neuesten musikalischen Entwicklungen einschloss, gehörten zu den entscheidenden Impulsen seines Lebens.« Die Rückkehr nach Wien erfolgte 1922 oder 1923.
Nach dem Zweiten Weltkrieg übernahm Ratz 1945 einen Lehrauftrag für Formenlehre an der Akademie für Musik und darstellende Kunst in Wien und arbeitete als Herausgeber für die Universal Edition Wien (Klaviersonaten und Klaviervariationen Beethovens, Klaviersonaten Schuberts). 1957 erhielt er den Professorentitel.
Von 1949 bis 1968 engagierte er sich (ab 1952 in leitender Position) bei der österreichischen Sektion der Internationalen Gesellschaft Neuer Musik (IGNM).
Internationales Renommee erlangte Ratz als Präsident der 1955 gegründeten Gustav Mahler-Gesellschaft. Unter seinen musiktheoretischen und -wissenschaftlichen Werken ist besonders die Herausgabe der Gesamtausgabe Gustav Mahlers und die Einführung in die musikalische Formenlehre hervorzuheben. Hierin geht Ratz »von der Vorstellung einer ›Urform‹ aus, die analog der ›Urpflanze in der Metamorphosenlehre Goethes‹ allen musikalischen Formen zugrunde liege. Eine Fuge besteht nach Ratz aus drei durch Zwischenspiele verbundenen Durchführungen; dass sich Literaturbeispiele dem kaum fügen, ändere nichts an dieser ›Idee der Fuge‹. Und indem Ratz’ Formenlehre ausschließlich Bach und Beethoven aus wechselseitiger Perspektive betrachtet – um nachzuweisen, dass Bachs Inventionen und Beethovens Klaviersonaten auf ›gemeinsamen Schaffensgrundlagen‹ beruhen –, geht es ihm letztlich darum, ›Prinzipien zu finden, die allen Formen gemeinsam sind‹«.
Seine Grabstätte befindet sich auf dem Döblinger Friedhof (Gr. 33, R. 1, Nr. 30) in Wien.

## Auszeichnungen
- Ehrenmedaille der Bundeshauptstadt Wien in Silber (26. Februar 1969)
- Gerechter unter den Völkern (25. November 2014)[4]

## Schriften
- Einführung in die musikalische Formenlehre. Über Formprinzipien in den Inventionen J. S. Bachs und ihre Bedeutung für die Kompositionstechnik Beethovens. Wien 1951. (Die erste Auflage erschien im Österreichischen Bundesverlag, die zweite und dritte, erweiterte und neugestaltete Auflage wurden 1968 und 1973 von der Universal Edition Wien verlegt, ISBN 3-7024-0015-X).